# Vasco da Gama

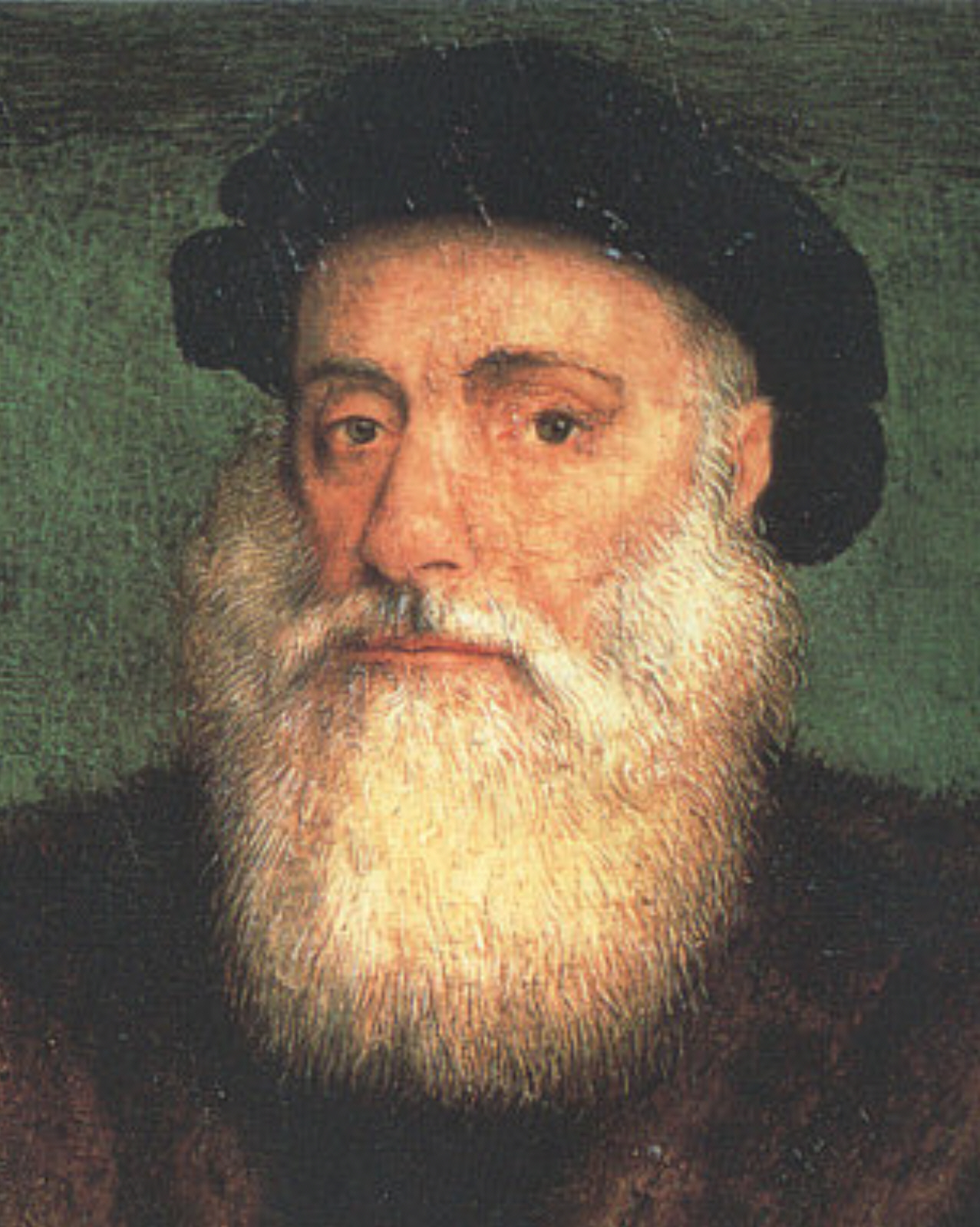
Vasco da Gama. Porträt von Gregorio Lopes

Unterschrift Vasco da Gamas:
ho comde almirante
(„der Graf und Admiral“)

Vasco da Gama [ˈvaʃku ðɐ ˈɣɐmɐ], Graf von Vidigueira (* um 1469 in Sines, Portugal; † 24. Dezember 1524 in Cochin, Indien), war ein portugiesischer Seefahrer und Entdecker des Seewegs um das Kap der Guten Hoffnung nach Indien, das er im Mai 1498 erstmals erreichte, sowie der 2. Vizekönig Portugiesisch-Indiens.

## Biografie
Über die Herkunft des Namens da Gama sind sich Historiker nicht einig. Eine Theorie besagt, dass dieser Name auf den Ritter Lopo Rodrigues de Olhoa zurückgehe, der als Begleiter des portugiesischen Nationalhelden Geraldo sem Pavor bei der Rückeroberung der Stadt Évora von den Mauren im Jahre 1166 von einer zahmen Damhirschkuh (portugiesisch: gama) begleitet worden sei. Vom Beinamen des Ritters soll Gama später zum Familiennamen seiner Nachkommen geworden sein.

### Kindheit und Jugend
Über Vasco da Gamas Kindheit und Jugend und das Leben vor seiner großen Entdeckungsfahrt ist wenig bekannt. Er entstammt dem portugiesischen Adel. Seine Eltern waren Estêvão da Gama (Gouverneur von Sines und Silves) und Isabel Sodré, deren Familie ursprünglich aus England stammte und über gute familiäre Beziehungen zum Orden der Christusritter verfügte. Beide hatten gemeinsam mindestens fünf Kinder, einige Autoren gehen von sieben oder acht aus.
Sein Vater gehörte zum Ritterorden von Santiago und war Komtur von Cercal do Alentejo sowie Verwalter (Alcaide-mor) der Stadt Sines, die ebenfalls dem Santiago-Orden gehörte. Die Familie seines Vaters stammte aus dem südlichen Alentejo, war ursprünglich mit dem Ritterorden von Avis verbunden und wechselte erst später zum Ritterorden von Santiago. Estêvão da Gama gehörte zum Hause des Prinzen Dom Fernando, der auch Großmeister des (portugiesischen) Ordens von Santiago war. Später schloss sich Estêvão da Gama dessen Sohn, Dom Diogo, Herzog von Viseu und Administrator des Ordens der Christusritter, an. Mit beiden kämpfte er in Nordafrika und Kastilien. 1484 wurde Dom Diogo der Verschwörung gegen den König, seinen Onkel Johann II., angeklagt und ermordet, sein Anhang verfolgt.
Der erste historische Beleg für den Lebensweg Vasco da Gamas stammt von 1480. In diesem Jahr trat er in den Ritterorden von Santiago ein. Dies war die Voraussetzung, um später persönliche Einkünfte aus der Verwaltung und Bewirtschaftung von Gütern des Ordens ziehen zu können, bedeutete jedoch nicht automatisch die spätere Weihe zum Priester. Ein Noviziat im Ritterorden dieser Zeit begann üblicherweise im Alter von 11 oder 12 Jahren, sodass auf das nicht eindeutig belegte Geburtsjahr da Gamas geschlossen werden kann: vermutlich 1468 oder 1469.
1492 beauftragte Johann II. Vasco da Gama mit Vergeltungsmaßnahmen gegen französische Handelsschiffe im Hafen von Setúbal und in Häfen der Algarve, um damit auf die Angriffe französischer Piraten auf portugiesische Schiffe vor der westafrikanischen Küste zu reagieren. 1495 wurde da Gama als Anerkennung für geleistete Dienste zum Komtur der beiden Komtureien des Santiagoordens, Mouguelas und Chouparia, ernannt.

### Nominierung Vasco da Gamas
Warum Vasco da Gama als Oberbefehlshaber für die Reise nach Indien ausgewählt wurde, ist nicht endgültig geklärt. Die beiden Zeitgenossen und Chronisten João de Barros und Damião de Góis verweisen darauf, dass er die Nachfolge seines Vaters angetreten habe, der unter Johann II. einer der wichtigsten Verfechter der Suche des Seeweges nach Indien um Afrika herum gewesen sei. Gesichert ist indes, dass da Gama über sehr gute Beziehungen zu dem seit 1495 herrschenden König Manuel I. verfügte und dessen Vertrauen genoss. Manuel I. ermöglichte da Gama auch den Eintritt in den Orden der Christusritter.
Die möglicherweise fehlenden maritimen Kenntnisse da Gamas wurden von den besten Piloten und Steuerleuten Portugals kompensiert, die die zu befahrenden Gewässer kannten – soweit sie den Portugiesen überhaupt bekannt waren. Außerdem begleitete Bartolomeu Dias, der Bezwinger des Kaps der Guten Hoffnung, die kleine Flotte bis zu den Kapverdischen Inseln.
Im Gegensatz zu dieser Position gehen einige Autoren jedoch davon aus, dass sich Vasco da Gama schon früh als fähiger Seemann und Kapitän ausgezeichnet haben muss. Denn obwohl Bartolomeu Dias bereits um die Jahreswende 1487/88 als erster Europäer die Südspitze Afrikas umsegelt hatte, erteilte König Manuel I. von Portugal nicht ihm, sondern da Gama den Auftrag, den letzten noch fehlenden Abschnitt der Gewürzroute nach Indien zu erkunden.
Bereits 80 Jahre zuvor war diese Suche von Heinrich dem Seefahrer begonnen worden. Das Ziel der Expedition war es, den arabischen, persischen, osmanischen und venezianischen Zwischenhandel auszuschalten.

### Die Entdeckung des südlichen Seewegs nach Indien

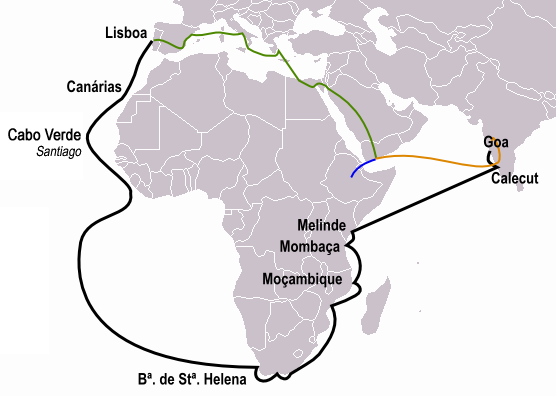
Die Route der ersten Fahrt da Gamas nach Indien (schwarz) sowie die Reisen von Pêro da Covilhã (grün und orange) und Afonso de Paiva (grün und blau)

Vasco da Gama verließ am 8. Juli 1497 den Hafen Restelo in Lissabon mit seinem Flaggschiff, der Nao São Gabriel (120 Tonnen) sowie der Nao São Rafael unter dem Kommando seines Bruders, Paulo da Gama, der Nao Bérrio (in einigen Quellen Santa Fé genannt, 100 Tonnen) unter Nicolao Coelho als Kapitän und einem Transportschiff unter dem Kommando von Gonçalo Nunes. Insgesamt nahmen an der Reise zwischen 150 und 170 Mann teil. Der Flotte waren die besten Piloten (Steuerleute und Navigatoren) Portugals beigegeben, denen die Strömungs- und Windverhältnisse speziell im Südatlantik weitgehend vertraut waren. Auf dem Flaggschiff war dies Pêro de Alenquer, auf der São Rafael João de Coimbra und auf der Bérrio Pêro Escolar in der Funktion des Piloten. Als Segelmeister der Flotte fuhr auf der São Gabriel Gonçalo Álvares, der bereits an der zweiten Reise Diogo Cãos teilgenommen hatte.
Vasco da Gama segelte mit weit nach Westen ausholendem Kurs durch den Atlantik und löste sich deutlich von der Küste, um bessere Windverhältnisse zu nutzen. Am 4. November erreichte seine Flotte die Sankt-Helena-Bucht an der Westküste Südafrikas. Anschließend umfuhr sie das Kap der Guten Hoffnung in einem großen Bogen und landete am 25. November in der Mosselbaai. Am 16. Dezember 1497 erreichte er die Mündung des Great Fish River und damit den Endpunkt der zweiten Entdeckungsreise von Bartolomeu Dias. Der ostafrikanischen Küste folgend erreichte Vasco da Gama am 7. April 1498 Mombasa, wo arabische Kaufleute versuchten, die Weiterfahrt zu verhindern. Vasco da Gama segelte weiter zu der ostafrikanischen Stadt Malindi, einer Handelskonkurrentin Mombasas. Deren Sultan stellte ihm einen Navigator (Ahmad ibn Majid) für die Überfahrt nach Indien zur Verfügung.
Am 20. Mai 1498 landete Vasco da Gama nahe Calicut an der Malabarküste. Zum ersten Mal hatte ein europäisches Schiff Indien auf dem Seeweg um Afrika erreicht. Die Verhandlungen mit dem Zamorin von Calicut verliefen zwar nicht wie erhofft, doch konnte da Gama am 29. August 1498 voll beladen mit kostbaren Gewürzen die Rückreise antreten. Am 19. September 1498 ankerte er bei Angediva, um dort für die Überfahrt Wasser und Holz aufzunehmen. Das erste Schiff seiner Flotte unter Nicolao Coelho erreichte die Heimat am 10. Juli 1499. Vasco da Gama selbst, der sich wegen seines tödlich erkrankten Bruders einige Wochen auf den Azoren aufgehalten hatte, traf am 9. September in Lissabon ein, wo ihm ein triumphaler Empfang bereitet wurde.
Zu Weihnachten 1499 verlieh das Königshaus Vasco da Gama die Herrschaft über die Stadt Sines, die bereits sein Vater ausgeübt hatte. Damit begann ein jahrelang schwelender Konflikt zwischen dem König und da Gama einerseits und den Ordensoberen der Santiagoritter sowie den lokalen Autoritäten der hochadligen und im Santiago-Orden einflussreichen Familie de Noronha, die diese Verleihung als Einmischung in die Rechte des Ordens nicht anerkannten, andererseits.
Weitere Ehrungen durch den König folgten. So durfte da Gama den Titel Dom führen, was auch seinen Brüdern und Nachkommen gestattet wurde. 1502 wurde ihm der Titel eines Almirante do Mar das Índias („Admiral des Indischen Meeres“) verliehen. Dies geschah sicher auch als Erwiderung auf die Ernennung von Christoph Kolumbus zum Admiral des Ozeanischen Meeres durch das spanische Königspaar einige Jahre zuvor.
Das Logbuch von da Gamas ersten Reise nach Indien, das heute in der Biblioteca Pública Municipal do Porto aufbewahrt wird, wurde im Jahr 2013 zum Weltdokumentenerbe erklärt.

### Die zweite Reise nach Indien
Die zweite portugiesische Indienexpedition leitete Pedro Álvares Cabral, der bei dieser Gelegenheit im Jahr 1500 Brasilien entdeckte. 1501 befehligte João da Nova mit vier Naos die dritte Reise.
Die vierte Fahrt 1502 stand wieder unter dem Kommando Vasco da Gamas, nachdem dieser bei seinem Kinder- und Jugendfreund, König Manuel I., gegen eine erneute Berufung Álvares Cabrals zum Oberbefehlshaber der Flotte protestiert hatte. Diesmal brach er mit 21 schwer bewaffneten Schiffen auf. Das erste Geschwader (9 Naos) führte er selbst, das zweite befehligte sein Onkel, Vicente Sodré, und das dritte stand unter dem Kommando seines Cousins, Estêvão da Gama. Aufgrund seiner guten Beziehungen zum Königshaus nahmen an der Reise noch weitere Verwandte teil, so z. B. ein weiterer Onkel, Brás Sodré, und sein Schwager Lopo Mendes de Vasconcelos. Bereits auf der Hinreise legte Vasco da Gama in Ostafrika Stützpunkte an, unter anderem in Sofala.

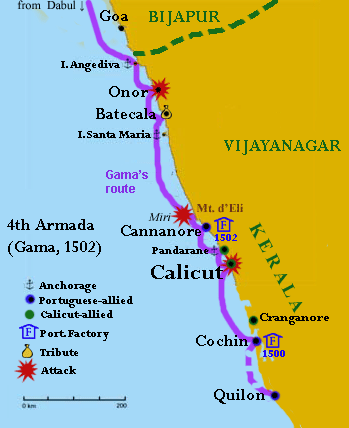
Die Malabarküste Indiens um 1500. Lila: der Weg der Flotte.

Das Auftauchen der Portugiesen im Indischen Ozean und ihr Angriff auf das Monopol arabischer und indischer Händler im Indienhandel führte bald zu einem latenten Kleinkrieg. So musste sich Vasco da Gama noch 1502 unmittelbar nach seiner Ankunft in indischen Gewässern vor Calicut mit 15 eigenen Schiffen einer Flotte von mehr als 100 indischen und arabischen zumeist kleineren Schiffen zur Schlacht stellen, die das portugiesische Geschwader abfangen wollte. Den Enterkampf vermeidend, konnten die Portugiesen durch ihr wirksames Geschützfeuer die gegnerische Flotte fast völlig vernichten.
Durch Verhandlungen, das Ausnutzen von Rivalitäten unter den indischen Fürsten und rücksichtslose Gewaltanwendung gelang es, den ersten Widerstand der indischen Fürsten zu brechen, der von den arabischen Händlern gegen die neue Konkurrenz aus Europa gefördert worden war. Vasco da Gama festigte Portugals Stellung an der indischen Malabarküste, indem er die portugiesischen Faktoreien in Cannanore und Cochin ausbaute und stärkte. 1503 errichteten die Portugiesen in Cochin Fort Emmanuel, die erste europäische Festung auf dem indischen Subkontinent.
Mit zum Teil erzwungenen Handelsverträgen, Privilegien an bündnisbereite indische Fürsten und einer permanenten Flottenpräsenz sicherte Vasco da Gama Portugal zügig das Monopol im europäischen Gewürzhandel und legte den Grundstein für das portugiesische Kolonialreich in Asien. In wenigen Jahren errang Portugal eine hegemoniale Stellung als Seemacht im westlichen Teil des Indischen Ozeans. Aus dieser Zeit ist auch der Bericht von der Versenkung eines arabischen Pilgerschiffes durch Vasco da Gama überliefert.
Da Gama kehrte im September 1503 nach Portugal zurück.

### Ehrenvolles Adelsleben
Nach seiner Rückkehr erhielt da Gama von König Manuel eine jährliche Rente von 400.000 Reais und wurde Angehöriger des königlichen Hofes.
1507 verlor er die Auseinandersetzung mit dem Santiago-Orden. Am 21. März 1507 wies der König ihn und seine Familie an, alle Aktivitäten in Sines einzustellen und die Stadt zu verlassen. Er durfte das Gebiet nur noch mit Erlaubnis des Ordensoberen betreten. Daraufhin ließ sich da Gama in Évora nieder. Er legte alle Ämter der Santiagoritter nieder, gab die beiden Komtureien des Santiago-Ordens, Mouguelas und Chouparia, zurück und trat mit Unterstützung des Königs kurze Zeit später dem Orden der Christusritter bei.
Die Gunst des Königs blieb ihm erhalten. Bereits 1508 unterstützte Manuel Vasco da Gama bei dessen Kauf der Statthalterschaft von Vila Franca de Xira. 1511 verfügte der König, dass da Gama auch weiterhin seine Einkünfte aus den Gütern Santiago do Cacém, Vila Nova de Milfontes und Sines beziehen konnte. 1513 wurde er von allen Gebühren und Steuern für Handelswaren aus Indien befreit. Zwei Jahre später erhielt er das Lehnsgut Nisa, auf dem er bis 1519 lebte. Seine enge Beziehung zum Königshaus beweist seine Einladung zur Hochzeit König Manuels mit Dona Leonor (Eleonore von Kastilien) im Jahr 1519.
1518 stellte Vasco da Gama beim König den Antrag, Portugal mit seiner Familie verlassen zu dürfen, was vielen Zeitgenossen als ein Überwechseln auf die Seite Kastiliens erschien. Im gleichen Schreiben forderte Vasco da Gama aufgrund seiner Verdienste vom König die Verleihung des Titels eines Conde (Graf) sowie die dazugehörigen Einkünfte. Der König lehnte eine sofortige Ausreise der Familie ab, stellte eine solche jedoch am Jahresende in Aussicht.
Zugleich wurden jedoch auch Voraussetzungen geschaffen, dass Vasco da Gama in den Hochadel aufsteigen konnte. Mit dem vierten Herzog Jaime de Bragança wurde ausgehandelt, die jährliche Rente von 400.000 Reais gegen die Herrschaften Vila da Vidigueira und Vila de Frades sowie alle mit diesen Besitzungen verbundenen Einkünfte, Rechte und Privilegien einzutauschen. Ende 1519 bestätigte der König diese Transaktion und verlieh da Gama den Titel eines Conde de Vidigueira (Graf von Vidigueira).

### Dritte Reise und Tod
Im Dezember 1521 starb König Manuel. Sein Sohn und Nachfolger, Johann III., beabsichtigte, gegen die sich ausbreitende Misswirtschaft in Portugiesisch-Indien unter dem damaligen Gouverneur, Duarte de Menezes, vorzugehen. Der Hof beschloss, die reichen diplomatischen und militärischen Erfahrungen Vasco da Gamas sowie seinen besonders in Portugiesisch-Indien klangvollen Namen für diese Aufgabe zu nutzen, um die Autorität der portugiesischen Krone in Goa wiederherzustellen.

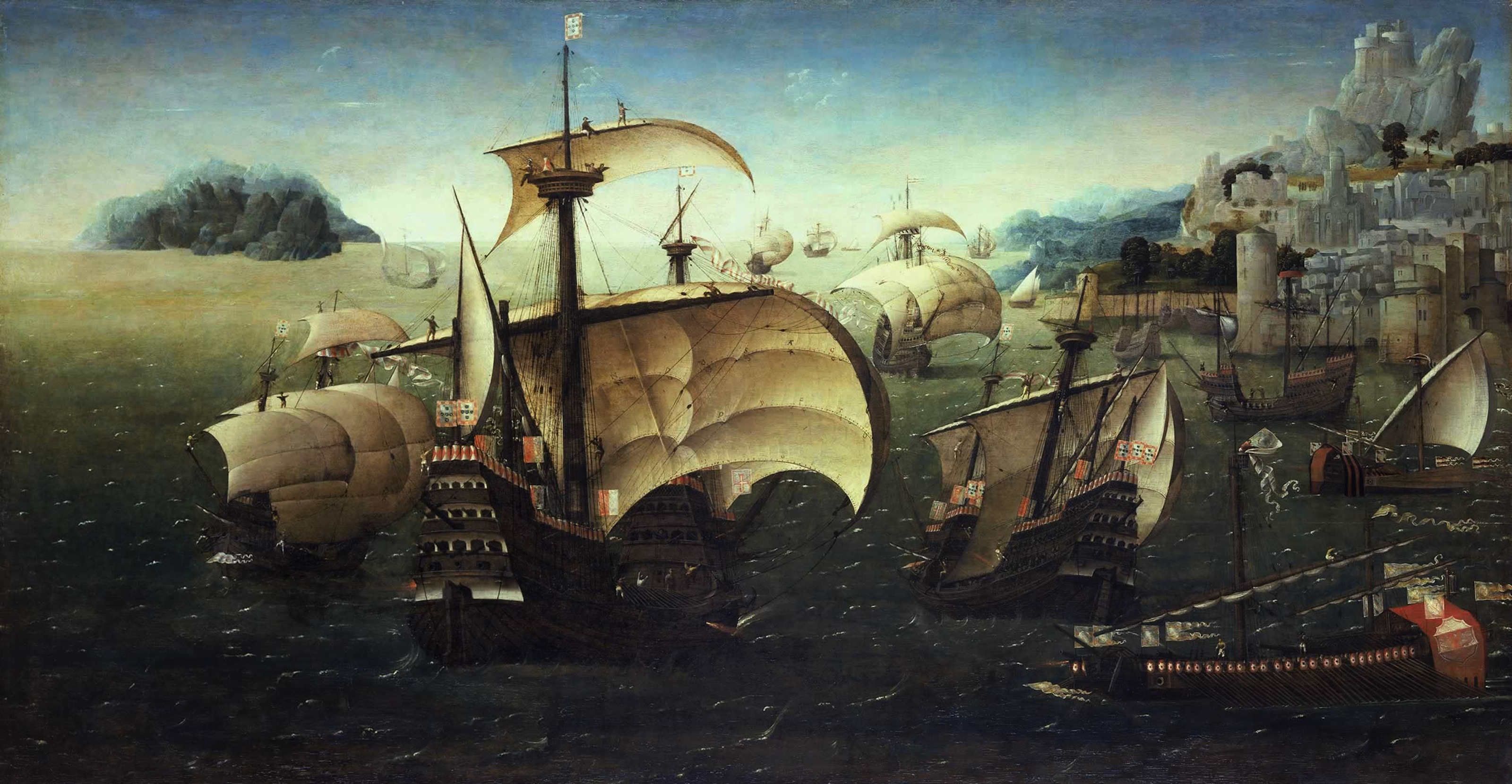
Die Santa Catarina do Monte Sinai und andere Schiffe

Am 5. April 1524 verließ der zum Vizekönig von Indien ernannte da Gama auf seinem Flaggschiff, der großen Karacke Santa Catarina do Monte Sinai, in Begleitung seiner beiden Söhne, Estêvão und Paulo, Lissabon. Für diese Reise war er mit besonderen Vollmachten bedacht; sein Sohn Estêvão wurde zum Capitão-mor do Mar da Índia (Kapitän des Indischen Ozeans und der Indischen Flotte) ernannt. Nach seiner Ankunft in Indien leitete da Gama eine Reihe von Maßnahmen zur Reorganisation der Zivilverwaltung und der Militärstruktur ein. So wurden fast alle Befehlshaber der portugiesischen Befestigungen in Asien ausgetauscht und die regelmäßige Bezahlung der Soldaten durchgesetzt.

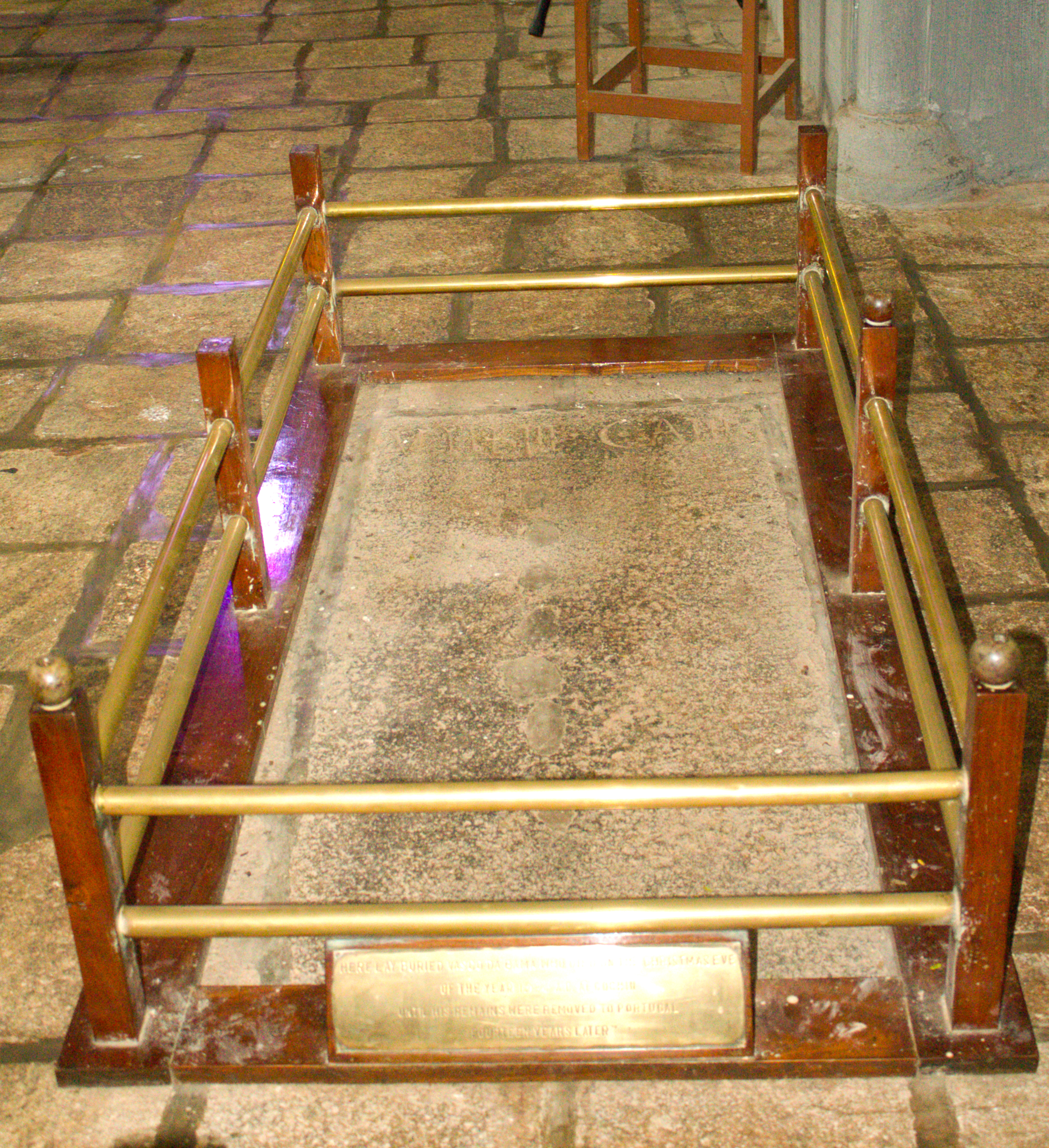
Grab Vasco da Gamas in der Franziskanerkirche in Kochi

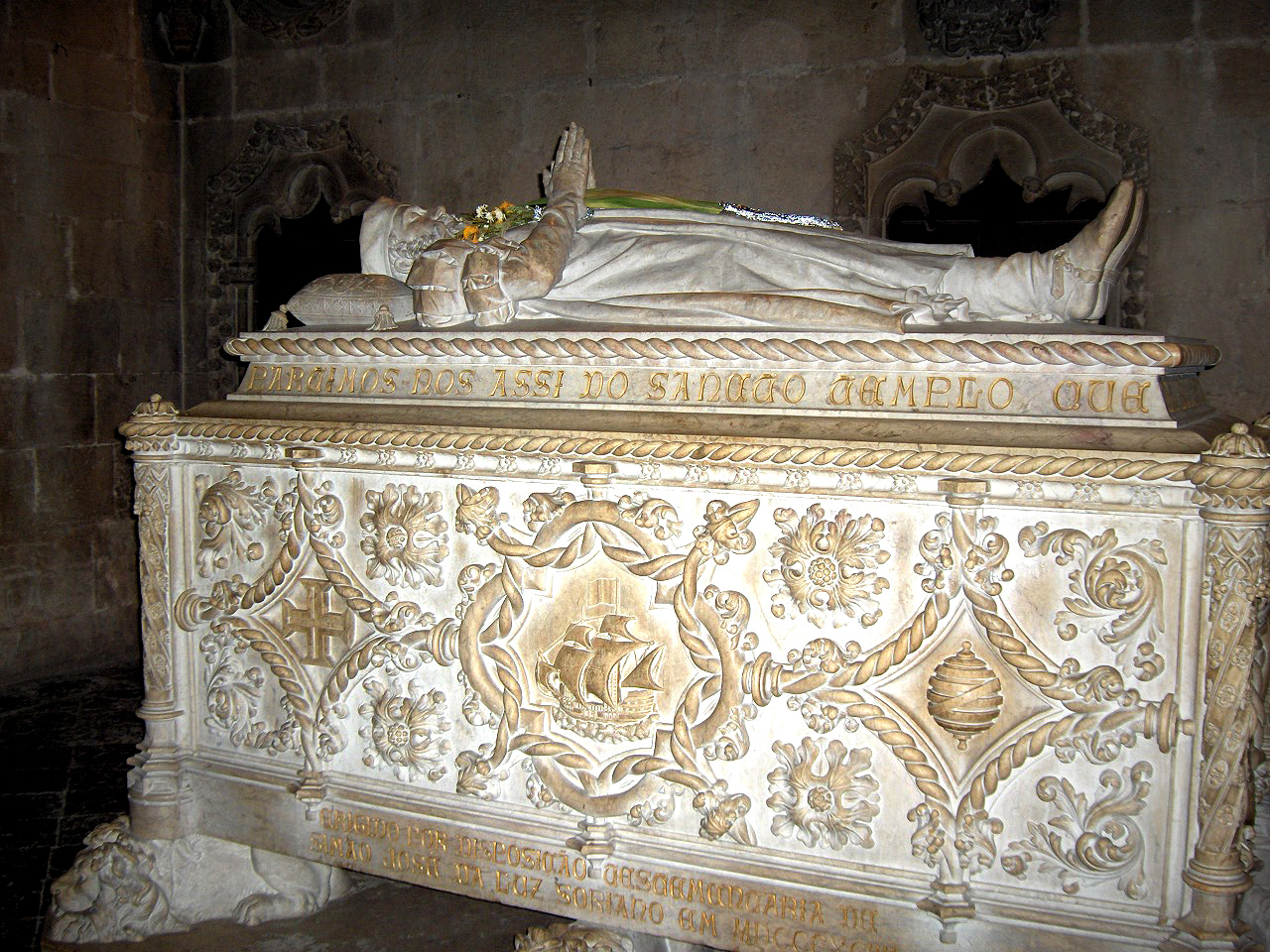
Ehrengrab im Mosteiro dos Jerónimos

Vasco da Gama starb nur drei Monate nach seiner Ankunft in Kochi. Es ist unklar, ob er an Malaria, aus Erschöpfung oder einer Kombination aus beidem verstarb. Zunächst wurde er in Kochi im Convento Santo António im Ornat der Christusritter beigesetzt. 1538 veranlasste sein Sohn, Pedro da Silva da Gama, die Gebeine in die Kapelle des Klosters Nossa Senhora das Relíquias ins heimatliche Vidigueira zu überführen.
Nach der Auflösung aller Orden und Klöster in Portugal im Jahre 1834 wurden auch die Gräber der Familie da Gama in Vidigueira nicht mehr gepflegt und verwahrlosten. Erst 1880 griff der portugiesische Staat ein und ließ die sterblichen Überreste Vasco da Gamas in einem Ehrengrab im Mosteiro dos Jerónimos (Hieronymus-Kloster) in Belém bei Lissabon beisetzen. Sein Grab liegt nun wenige Meter von den Gräbern der Könige Manuel I. und Johann III. entfernt, denen er als Entdecker und Vizekönig diente. Zudem befindet sich in unmittelbarer Nähe das Grab des portugiesischen Nationaldichters Luís de Camões, der in seinen Lusiaden die erste Reise da Gamas verarbeitet hat.
Das Museu Naval (Seefahrtsmuseum) in Faro stellt Modelle historisch bedeutsamer Schiffe aus, darunter ein Modell des Flaggschiffes Vasco da Gamas auf desser ersten Reise nach Indien – der São Gabriel.

## Familie
Vasco da Gama heiratete im Jahre 1500 oder 1501 die ebenfalls dem portugiesischen Adel entstammende Catarina de Ataíde (* 1470; † 1. Hälfte 16. Jahrhundert), eine Tochter des königlichen Statthalters von Alvor, Afonso de Ataíde, und dessen Frau Maria da Silva. Mit Catarina hatte Vasco da Gama sechs Söhne und eine Tochter:
- Francisco da Gama, Haupterbe und Nachfolger als zweiter Conde von Vidigueira
- Estêvão da Gama (um 1505–1576), unter anderem von 1529 bis vor 1534 königlicher Gouverneur (capitão mor) von Elmina, 1534–1538 königlicher Gouverneur (capitão mor) von Malakka, 1540–1542 elfter Gouverneur des Estado da Índia mit Sitz in Goa
- Paulo da Gama, unter anderem 1533–1534 königlicher Gouverneur (capitão mor) von Malakka
- Cristóvão da Gama (um 1516–1542), der auf Befehl seines Bruders Estêvão an einer Expedition nach Äthiopien teilnahm und dabei den Tod fand
- Pedro da Silva da Gama, unter anderem 1548–1552 königlicher Gouverneur (capitão mor) von Malakka
- Álvaro de Ataíde da Gama, unter anderem 1552–1554 königlicher Gouverneur (capitão mor) von Malakka
- Isabel de Ataíde da Gama.

## Zeitgenössische Berichte
Ein Bericht eines Teilnehmers der ersten Indienfahrt ist in einer Anfang des 16. Jahrhunderts erstellten Abschrift erhalten, traditionell wird das sogenannte Diário da viagem de Vasco da Gama einem Matrosen namens Álvaro Velho zugeschrieben. Weiterhin ist in der von Fracanzano da Montalboddo herausgegebenen Anthologie Paesi novamente retrovati (Vicenza, 1507) ein Brief des Florentiner Kaufmanns Girolamo Sernigi von 1499 enthalten, in dem dieser über die erste Indienfahrt berichtet. In der Anthologie findet sich außerdem ein Brief einiger Kaufleute aus Spanien oder Portugal, in denen Ereignisse von da Gamas zweiter Indienfahrt und der Indienfahrt der Albuquerques geschildert werden.
Die Reisebeschreibung seiner zweiten Reise erschien 1505/1506 in deutscher Sprache unter dem Titel den rechten weg ausz zu fahren von Liszbona gen Kallakuth, gedruckt bei Georg Stuchs in Nürnberg. Über die vierte Fahrt existiert zudem ein im Original als „Calcoen“ (d. i. Calicut) betitelter Bericht, den vermutlich ein flämischer Matrose verfasste.

## Würdigungen

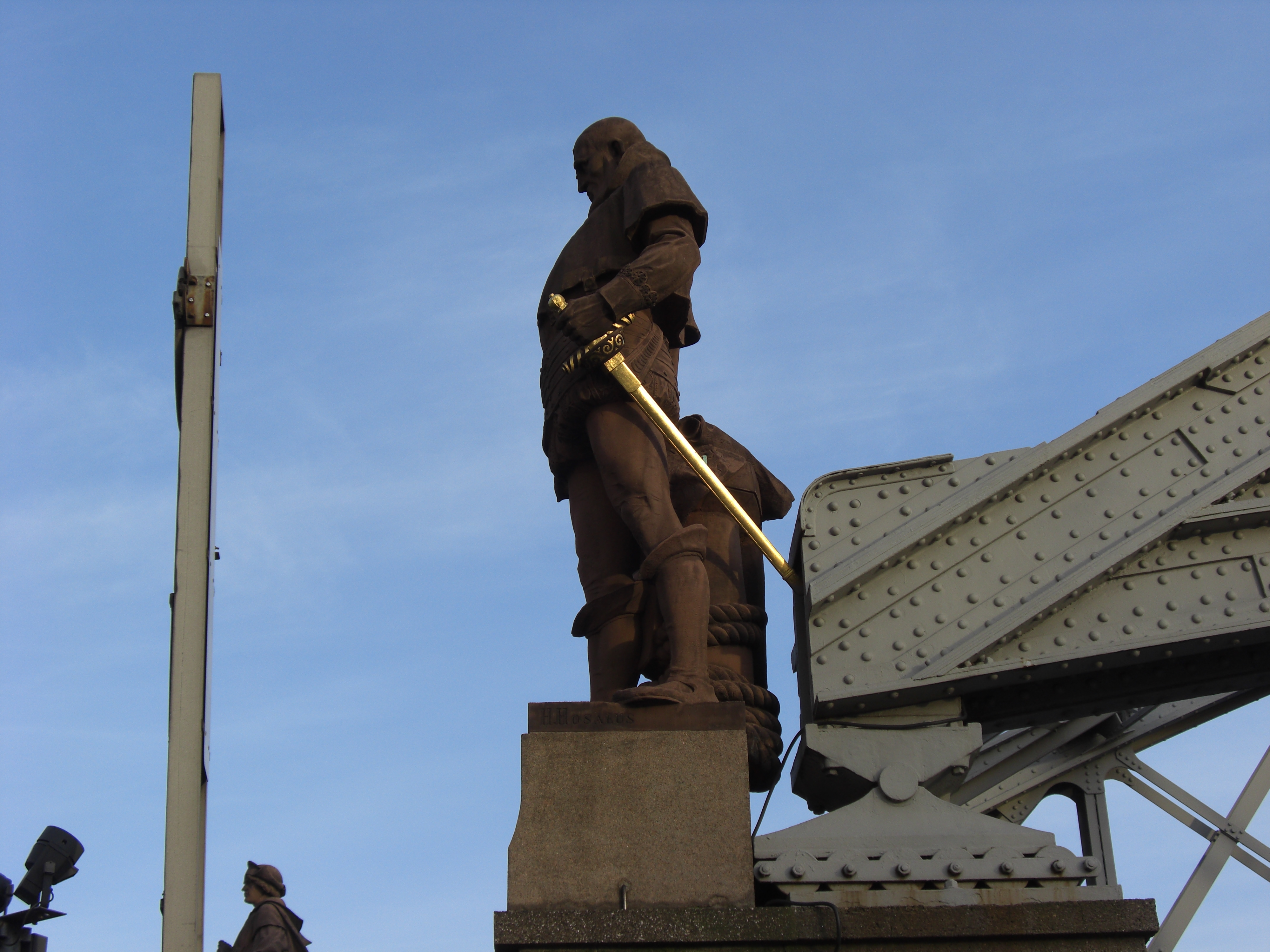
Vasco da Gama, Hamburger Kornhausbrücke

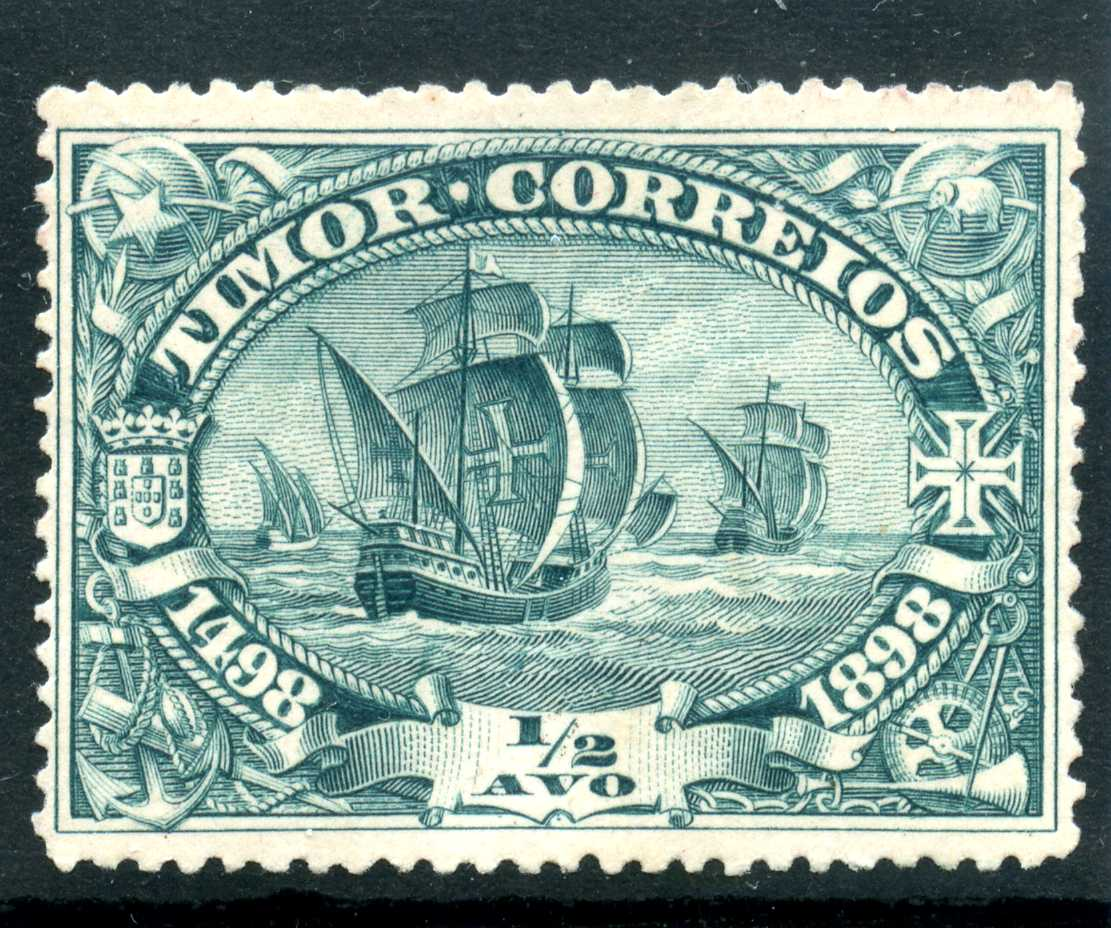
Briefmarke von 1898 aus Portugiesisch-Timor zum Gedenken der Reise von Vasco da Gama

### Titel
- Admiral der Meere Arabiens, Persiens, Indiens und des Orients. Befehlshaber der Königlichen Indienflotten
- Vizekönig von Indien
- 1. Graf von Vidigueira

### Denkmal

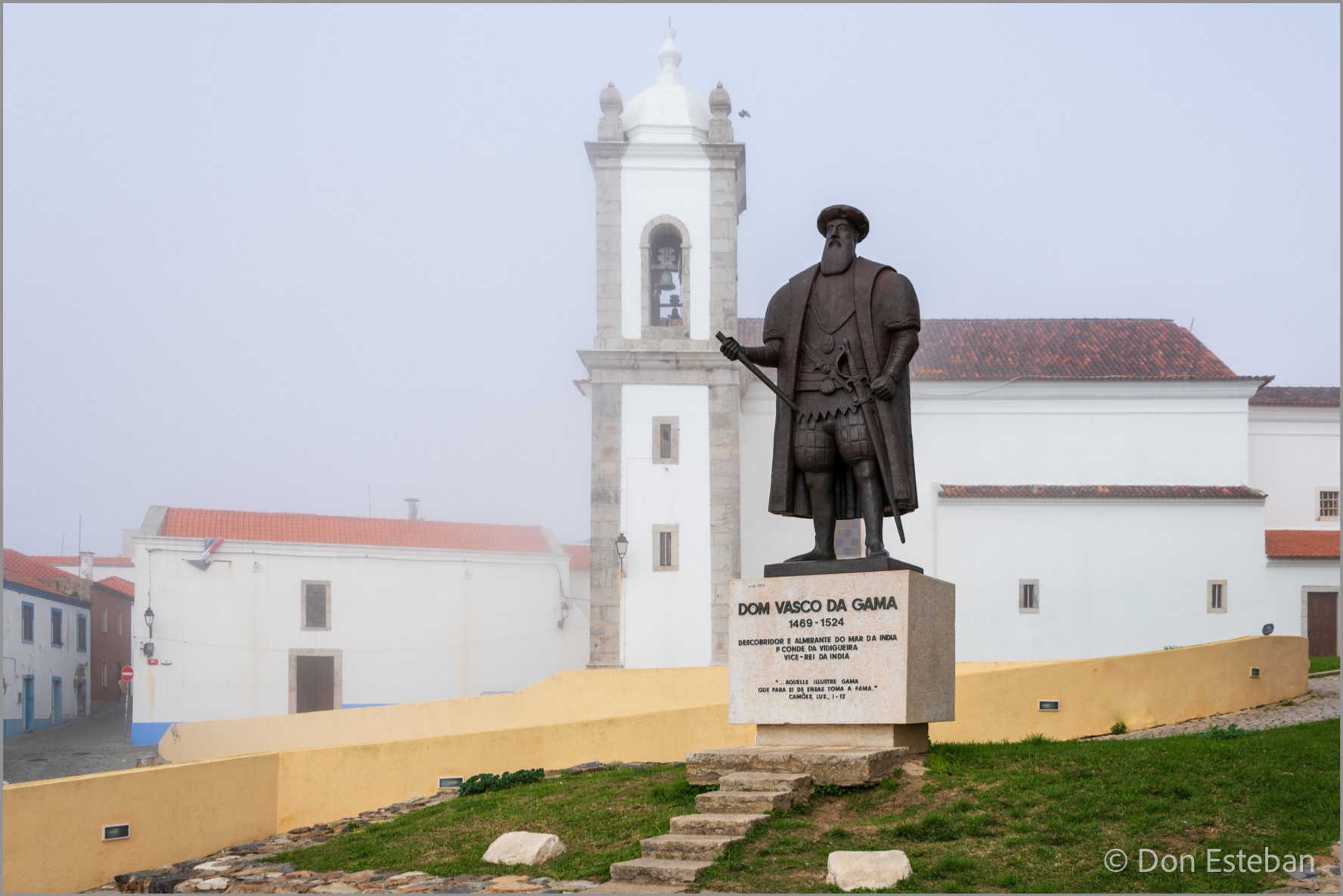
Vasco da Gama Statue in Sines, Portugal

- Als Brückenstandbild steht Vasco da Gama auf der Hamburger Kornhausbrücke. Das Standbild schuf der Bildhauer Hermann Hosaeus.
- Denkmal in Sines, seiner Geburtsstadt

### Vasco da Gama als Namensgeber
- Die indische Stadt Vasco da Gama wurde 1543 als portugiesische Kolonie in Goa gegründet.
- Vasco da Gama (Mondkrater)
- Die Ponte Vasco da Gama, eine Brücke über den Tejo bei Lissabon, ist mit einer Gesamtlänge von 17,2 km die zweitlängste Brücke Europas.
- Der Vasco-da-Gama-Turm in Lissabon ist das höchste Gebäude Portugals.
- Das Schiff Vasco da Gama ist der weltgrößte Hopperbagger.
- Centro Vasco da Gama, ein Einkaufszentrum in Lissabon
- Fußballvereine: CR Vasco da Gama (Rio, Brasilien), Vasco SC (Goa, Indien), Vasco da Gama AC (Sines, Portugal) und Vasco Da Gama (Kapstadt, Südafrika)
- Die Pflanzengattung Vascoa DC. aus der Familie der Kreuzblumengewächse (Polygalaceae) ist nach ihm benannt.[9]

### Musik
Der Komponist Saverio Mercadante behandelte in seiner heute vergessenen Oper Il Vascello de Gama (1845) den Vasco-da-Gama-Stoff. Giacomo Meyerbeer setzte Vasco da Gama in der 1865 uraufgeführten Oper Die Afrikanerin auf ein Libretto von Eugène Scribe ein musikalisches Denkmal.
Der südafrikanische Musiker Hugh Masekela nahm den Song Vasco da Gama (The sailor Man) auf, allerdings mit der Textzeile „Vasco da Gama was no friend of mine“. Später nahm er den Song mit dem treffenderen Titel Colonial Man neu auf.